# Wir Weltmeister – ein Fußballmärchen
Wir Weltmeister – ein Fußballmärchen ist ein deutscher Spielfilm von 2006 von Sebastian Dehnhardt, der die deutsche Fußballgeschichte erzählt, insbesondere das Erringen der Weltmeistertitel anhand der Geschichte eines Paares, das seine Höhepunkte bei den Titelgewinnen erlebte. Der Film vermischt dokumentarische und gestellte Elemente miteinander.

## Handlung
Am 4. Juli 1954 lernen sich Max und Anna als Kinder in Mecklenburg kennen und lieben. Ausgerechnet an diesem Tag gewinnt die deutsche Nationalelf im Finale der WM 1954, was als Wunder von Bern in die Geschichte eingeht. Max’ Familie flüchtet jedoch bald danach mit ihm nach Westen, sodass er von seiner Freundin getrennt wird. Doch fortan will er seine Anna ständig wiedersehen, weil er glaubt an ein kosmisches Fußballgesetz: Deutschland kann nur Weltmeister werden, wenn die beiden vereint sind. Und so entsteht eine witzige Beziehung mit Höhen und Tiefen zwischen den beiden, welche sich stets in der deutschen Fußballlandschaft widerspiegelt. Und dabei wird an jene Momente der deutschen Fußballgeschichte erinnert, in denen Deutschland immer wieder hoffnungslos unterlegen schien und unerwartet den Titel gewann oder im Finale unerwartet verlor.

## Hintergrund
Der Film vermischt große Momente der deutschen Fußballgeschichte mit der fiktiven Beziehung zwischen Max und Anna. Dabei fallen emotionale Momente der Beziehung oft mit emotionalen Momenten in den Fußballspielen zusammen. Dabei treten bekannte Größen der Fußballgeschichte als Interviewpartner auf, vermischt mit der Befragung der Hauptpersonen. Es werden also reale und fiktive Elemente vermischt.

## Kritik
„Der Untertitel macht es deutlich, so richtig ernst nehmen sollte man ‚Wir Weltmeister‘ nicht, schon gar nicht als Fußballfan.
Dann lässt sich diesem obskuren Bastard, den man hier vom ZDF unter dem Label Doku-Spiel vorgesetzt bekommt, auch etwas abgewinnen. Die Vermengung aus dokumentarischem Filmmaterial, Interviewsequenzen und inszenierten Spielszenen wird verleitet jedoch dazu, den Film mit Dokudramen à la Breloer zu messen. Ein Vergleich, dem nicht standzuhalten ist. Um die WM-Geschichte der deutschen Nationalkicker von 1954 mit einer fiktionalen Rahmenhandlung zu umgeben, musste die Dramaturgie einige Male gehörig übers Knie gebrochen werden. Erzählt wird die deutsch-deutsche Liebesgeschichte von Max und Anna, die unzählige Male getrennt und wieder geeint werden, und irgendwie hat dabei meist der Fußball seine Finger im Spiel. Uninspirierte Klischeehaftigkeit (die 68er WG, der pöbelnde Fußballfan) und hölzerne Dialoge stehen gelegentliche, originelle Einfälle gegenüber – etwa wenn eine Hochzeitgesellschaft sich während der Übertragung des 82er Halbfinale Deutschland-Frankreich nach und nach auflöst und vor den Fernseher in der Restaurantsküche übersiedelt, bis die heulende Braut allein zurückbleibt. Die gezeigten Ausschnitte der diversen WM-Turniere sind im Großen und Ganzen hinlänglich bekannt. Doch dann stößt man immer wieder auf Filmschnipsel, die die Filmemacher Guido Knopp und Sebastian Dehnhardt als Trüffelschweine ausweisen. Auch bei der Wahl der Interviewpartner tauchen einige fast schon vergessene Helden wie Wolfgang Weber oder Jürgen Grabowski aus der Versenkung auf.“